# Luigi Gatti (duchowny)
Luigi Gatti (ur. 25 listopada 1946 w Castiglione Tinella we Włoszech) – włoski duchowny katolicki, arcybiskup, nuncjusz apostolski.

## Życiorys
29 czerwca 1970 otrzymał święcenia kapłańskie i został inkardynowany do diecezji Alba Pompeia. W 1972 rozpoczął przygotowanie do służby dyplomatycznej na Papieskiej Akademii Kościelnej.
13 czerwca 1998 został mianowany przez Jana Pawła II nuncjuszem apostolskim na Malcie i w Libii oraz arcybiskupem tytularnym Santa Giusta. Sakry biskupiej 29 sierpnia 1998 udzielił kard. Angelo Sodano.
Następnie reprezentował Stolicę Świętą w Libanie (2001–2009).
W 2009 został przeniesiony do nuncjatury w Grecji. 22 lutego 2011 przeszedł na emeryturę.